# Ministere comune imperiale și regale
Ministerele comune sau ministerele austro-ungare erau cele trei ministere ale Austro-Ungariei care, în sensul unei uniuni reale după Compromisul din 1867, erau responsabile pentru afacerile comune, definite prin acel acord, ale ambelor jumătăți ale monarhiei. Ministerele au primit apelativul k.u.k. (kaiserlich und königlich — imperial și regal); „kaiserlich“ („imperial”) se referea la partea rămasă din Imperiul Austriac, numit oficial după 1867 Regatele și Țările reprezentate în Consiliul Imperial și prescurtat Cisleithania sau Austria, „königlich“ se referea la Țările Coroanei Sfântului Ștefan, prescurtat Transleithania sau Ungaria. 
Odată cu Compromisul, care a fost codificat în 1867 în Constituția din decembrie (în special în Legea delegației) cisleithanică și în articolele similare ale legilor transleithanice, au apărut, în locul statului până atunci unitar, două state (adesea numite în Cisleithania „jumătăți de imperiu” / „Reichshälften”), care își administrau și controlau independent propriile afaceri interne. Însă compromisul dintre Francisc Iosif I și Ungaria stipula că politica externă și problematica războiului ca prerogative ale monarhului trebuiau să fie administrate de ministere imperiale și regale, iar finanțarea ambelor acestor domenii trebuia să fie de asemenea susținută de un minister imperial și regal. (Marina Militară Imperială și Regală s-a străduit mai târziu să aibă un minister comun propriu; reprezentanții Ungariei nu au fost însă de acord cu această propunere.)
Ca ministere comune ambelor jumătăți ale monarhiei au fost stabilite prin legile delegației Cisleithaniei și Transleithaniei următoarele (termenul „delegație” se referă în acest context la faptul că o chestiune, care era în mod normal administrată și controlată în mod independent de către un stat, urma să fie delegată unei instanțe suprastatale):
- Ministerul Casei Imperiale și Regale și al Externelor, al cărui conducător avea în același timp și funcția de președinte al Consiliului Ministerial pentru Afaceri Comune atunci când monarhul nu putea prezida el însuși (pentru o listă a celor ce au ocupat această funcție, vedeți aici)
- Ministerul Imperial de Război — Reichskriegsministerium, din 20 sept. 1911 Ministerul Imperial și Regal de Război — k.u.k. Kriegsministerium (pentru o listă a celor ce au ocupat această funcție, vedeți aici)
- Ministerul Imperial de Finanțe — Reichsfinanzministerium, din 14 iulie 1903 Ministerul de Finanțe Comun — gemeinsames Finanzministerium, care asigura exclusiv finanțarea politicii externe, a Armatei Comune și a Marinei de război (pentru o listă a celor ce au ocupat această funcție, vedeți  aici)

Cei trei miniștri comuni erau numiți și destituiți de către împărat și rege în acord cu ambii săi prim-miniștri, însă fără a avea propuneri oficiale din partea prim-miniștrilor. Împăratului și regelui nu îi era permis prin constituție să numească ministru comun o persoană care avea deja o funcție de ministru în Cisleithania sau în Transleithania. Prin constituție, ministrului comun nu îi era permis ca, pe lângă gestionarea afacerilor comune, să se ocupe de gestionarea afacerilor uneia sau a celeilalte jumătăți a monarhiei.
Cei trei miniștri comuni, împreună cu prim-miniștrii ambelor jumătăți ale monarhiei, constituiau Consiliului Ministerial pentru Afaceri Comune. Acesta era prezidat de ministrul de externe. Șeful de stat major al Armatei Comune lua adesea parte la întruniri. În situații importante, în funcție de aprecierile sale, însuși monarhul prezida întrunirea.